# Kinds kontrakt, Linköpings stift
Kinds kontrakt var ett kontrakt i Linköpings stift inom Svenska kyrkan. Kontraktet upphörde 31 december 1991 och kontraktet uppgick i Kinds och Åtvids kontrakt.

## Administrativ historik
I kontraktet ingick församlingarna:
- Vists församling, tillförd 1962 från Domprosteriet.
- Vårdnäs församling
- Tjärstads församling
- Kättilstads församling
- Hägerstads församling
- Oppeby församling
- Horns församling
- Hycklinge församling
- Kisa församling
- Västra Eneby församling
- Tidersrums församling, tillförts 1962 från Ydre och Södra Vedbo kontrakt

från del av då upphörda Bankekinds och Skärkinds kontrakt.

## Kontraktsprostar
| Ämbetstid        | Namn                     | Levnadstid | Övrigt                                |
| ---------------- | ------------------------ | ---------- | ------------------------------------- |
| 1381             | Clemens Caroli           |            | Kyrkoherde i Västra Eneby församling. |
| 1407             | Marten                   |            | Kyrkoherde i Kättilstads församling.  |
| 1417             | Sven                     |            | Kyrkoherde i Västra Eneby församling. |
| 1552             | Olavus                   | -1560      | Kyrkoherde i Västra Eneby församling. |
| 1554, 1556, 1558 | Olavus Spinke            | -1561      | Kyrkoherde i Horns församling.        |
| 1597             | Johannes Petri           | -1600      | Kyrkoherde i Hägerstads församling.   |
| 1606-1639        | Olavus Clarevallensis    | 1560-1639  | Kyrkoherde i Horns församling.        |
| 1639-1643        | Nicolaus Petri           | 1574–1643  | Kyrkoherde i Västra Eneby församling. |
| 1643-1658        | Daniel Daalhemius        | 1595-1658  | Kyrkoherde i Kättilstads församling.  |
| 1659-1674        | Magnus Cirrhæus          | 1605–1674  | Kyrkoherde i Västra Eneby församling. |
| 1675-1686        | Emundus Lynœus           | 1604-1693  | Kyrkoherde i Vårdnäs församling.      |
| 1686-1693        | Petrus Drysenius         | 1636-1693  | Kyrkoherde i Kättilstads församling.  |
| 1693-1714        | Johannes Lithmang        | 1645-1714  | Kyrkoherde i Horns församling.        |
| 1715-1717        | Jonas Kjernander         | 1647-1717  | Kyrkoherde i Kättilstads församling.  |
| 1717-1731        | Paulus Ekerman           | 1664–1731  | Kyrkoherde i Västra Eneby församling. |
| 1732-1733        | Daniel Krämer            | 1673-1733  | Kyrkoherde i Horns församling.        |
| 1735-1769        | Anders Schörling         | 1690-1769  | Kyrkoherde i Horns församling.        |
| 1770-1773        | Zacharias Juringius      | 1732–1773  | Kyrkoherde i Västra Eneby församling. |
| 1774-1783        | Isaac Calén              | 1717-1787  | Kyrkoherde i Kättilstads församling.  |
| 1783-1807        | Anders Juringius         | 1735–1807  | Kyrkoherde i Västra Eneby församling. |
| 1807-1824        | Daniel Calén             | 1755-1825  | Kyrkoherde i Kättilstads församling.  |
| 1825-1833        | Germund Engdahl          | 1756–1833  | Kyrkoherde i Västra Eneby församling. |
| 1834-1852        | Carl Johan Spaak         | 1783-1853  | Kyrkoherde i Vårdnäs församling.      |
| 1852-1862        | Anders Jacob Cnattingius | 1792-1864  | Kyrkoherde i Kättilstads församling.  |
| 1862-1872        | Fredrik Gustaf Grönlund  | 1801-1872  | Kyrkoherde i Hägerstads församling.   |
| 1872-1886        | Carl Johan Engberg       | 1811-1890  | Kyrkoherde i Kättilstads församling.  |
| 1886-1888        | Andreas Sandell          | 1841-1905  | Kyrkoherde i Västra Eneby församling. |
| 1889-1914        | Gustaf Richard Lundborg  | 1837–1914  | Kyrkoherde i Västra Eneby församling. |
| 1914-1927        | Anders Reinhold Alvin    | 1847-1928  | Kyrkoherde i Hägerstads församling.   |
| 1928-            | Knut Borg                | 1854-1933  | Kyrkoherde i Vårdnäs församling.      |
| 1931–1955        | Hjalmar Hilberts         | 1894–1980  | Kyrkoherde i Hägerstads församling.   |
| 1961–1964        | Sten Karl Teodor Brogren | 1904–1979  | Kyrkoherde i Tjärstads församling.    |
| 1968–1972        | Gustaf Skiöld            | 1908–      |                                       |
| 1974–1978        | Severin Blidö            | 1917–      |                                       |
| 1983–1984        | Nils-Erik Blomquist      | 1922–      |                                       |